# Суднобудівна верф «Оріон»
Суднобудівна верф «Оріон» — приватне суднобудівне підприємство України. Розташоване в самому центрі України на березі Дніпра.
Верф було засновано в 1996 році й її основною спеціалізацією є будівництво суден і яхт з суднобудівної сталі. Підприємство виконує весь спектр судноремонтних і суднобудівних робіт, докування, перегон готового виробу.
За час свого існування підприємство побудувало більше 40 одиниць флоту різних напрямків. Визнане Регістром судноплавства України, Російським морським Регістром й сертифіковане на відповідність міжнародному стандарту керування якістю ISO 9001-2000.

## Виробничі фонди
Верф має в розпорядженні площі для одночасного будівництва 5 суден, які розташовані на акваторії річкового порту Черкас. Має власну територію, причал з глибинами, які дозволяють захід суден з осадкою до 5 м, має під'їзні залізничні й автомобільні шляхи.
Підприємство має необхідний потенціал інженерно-технічного персоналу, а також спеціалістів робочих спеціальностей з досвідом роботи по будівництву суден.